# Isodiscodes
Isodiscodes is een geslacht van vlinders van de familie spanners (Geometridae), uit de onderfamilie Larentiinae.

## Soorten
- I. hyroglyphicata Maassen, 1890
- I. nitidata Dognin, 1914
- I. polycyma Warren, 1904
- I. renovata Prout, 1934